# Panico a Needle Park
Panico a Needle Park (The Panic in Needle Park) è un film del 1971 diretto da Jerry Schatzberg, con Al Pacino alla sua seconda recitazione in un lungometraggio ed al suo primo ruolo da protagonista.
Il Needle Park ("parco della siringa") nel titolo è un nomignolo affibbiato a Sherman Square, sito tra la Amsterdam Avenue e la Broadway (nell'Upper West Side di Manhattan), per via del fatto d'essere stato all'epoca un ritrovo abituale per tossicodipendenti, in particolar modo eroinomani.

## Trama
Bobby è un piccolo spacciatore con un fratello ladro. Entra ed esce di galera praticamente dall'età di nove anni ed ha da svariati anni una sua base di spaccio a Sherman Square, nell'Upper West Side di Manhattan, chiamata da tutti Needle Park a causa del suo essere un covo di tossici e spacciatori. Sebbene non ne sia dipendente, Bobby “spizzica” eroina (la usa ma non quotidianamente) e, paradossalmente, è pieno di voglia di vivere, nonostante i suoi molti amici siano tutti drogati. Helen ha lasciato la sua famiglia (padre, madre, fratelli, cane e casa con giardino) e si è trasferita a New York per i suoi studi di arte. È dolce, riservata e silenziosa. Dopo un aborto conosce Bobby e s'innamorano. Bobby vuole sposare Helen, lei vorrebbe andare a vivere in campagna.
Bobby passa dallo "spizzicare" al farsi pesantemente di eroina. La polizia sequestra un carico di droga di lì a pochi giorni non si troverà neanche una dose e allora sarà il panico tra i tossici del Needle Park. Helen vuole aiutare Bobby e, per farlo, inizia a prostituirsi al fine di avere i soldi per le dosi. Alla fine Helen parlerà con la polizia, tradirà Bobby, che viene arrestato e condannato a sei mesi di carcere. Quando esce di prigione, fuori c'è Helen ad aspettarlo.

## Distribuzione
In Inghilterra il film venne censurato (revocata nel 1975), mentre in Italia è stato vietato ai minori di anni 18.

## Riconoscimenti
Presentato in concorso al 24º Festival di Cannes, il film è valso il premio per la migliore interpretazione femminile alla protagonista Kitty Winn.